# Ngựa Narragansett Pacer
Ngựa Narragansett Pacer là giống ngựa đầu tiên được phát triển ở Hoa Kỳ, nhưng bây giờ đã tuyệt chủng. Nó được phát triển ở Hoa Kỳ trong thế kỷ 18 và gắn liền với bang Rhode Island, và nó đã bị tuyệt chủng vào cuối thế kỷ 19. Pacer được phát triển từ sự kết hợp giữa các giống ngựa Anh và ngựa Tây Ban Nha, mặc dù việc lai chéo chính xác chưa được biết đến, và chúng được biết đến và sở hữu bởi nhiều nhân vật nổi tiếng đã cưỡi lên giống ngựa này kể cả George Washington. Việc xuất bán cho vùng Caribê và lai tạo tạp nham hỗn chũng đã giảm bớt giống ngựa thuần chủng đến điểm tuyệt chủng, và con ngựa Pacer được biết đến cuối cùng đã chết vào khoảng năm 1880. Narragansett có thể là một con ngựa đi hoang hay ngựa hoang, chứ không phải là một giống thật sự. Nó được biết đến như một giống có cẳng chân chắc chắn, đáng tin cậy, mặc dù không hào nhoáng hay luôn đẹp mắt.
Pacer được sử dụng để đua. Chúng thường xuyên được lai giống với các giống khác, và cung cấp giống nền tảng cho một số giống khác của Mỹ, bao gồm giống ngựa yên Mỹ (Saddlebred), ngựa lai và ngựa Tennessee nước kiệu. Giống ngựa này được sử dụng cho "các cuộc đua tốc độ" ở Rhode Island, nơi mà người Báp-tít cho phép chủng dòng khi phần lớn hơn của Puritan New England thì không. Pacers báo cáo đã chạy khoảng một dặm trong mọtthời gian ít hơn hai phút. Narragansett Pacer đóng một vai trò quan trọng trong việc tạo ra Saddlebred của Mỹ, Standardbred và Tennessee Walking Horse. Giống này cũng được kết hợp với các con ngựa của Pháp để tạo ra Pacer của Canada, một giống ngựa đặc biệt thích hợp để đua trên băng và cũng góp phần đáng kể vào việc tạo ra các giống lai. Vào đầu thế kỷ 19, những con ngựa Pacer được lai tạo thành giống ngựa giống Morgan non trẻ. 